# والتر إيتون
والتر إيتون (بالإنجليزية: Walter Eaton)‏ هو لاعب كرة قدم بريطاني (وحمل سابقاً جنسية المملكة المتحدة لبريطانيا العظمى وأيرلندا) في مركز الظهير، ولد في 1881 في شفيلد في المملكة المتحدة، وتوفي في 15 مايو 1917 في باد كاليه في فرنسا. لعب مع شيفيلد وينزداي وRotherham Town F.C. (1899) ‏ وRotherham County F.C. ‏.